# Guido Russo Perez
Guido Russo Perez (Palermo, 22 giugno 1885 – Palermo, 15 settembre 1971) è stato un politico italiano.

## Biografia
Barone, laureato in giurisprudenza, avvocato, pubblicista. Nel 1923 fu membro del primo direttorio del Fascio di Palermo del PNF. 
In quegli anni pubblicò il periodico Il veltro.
Nel 1946 fu eletto nel collegio di Palermo deputato all'Assemblea Costituente per il Fronte dell'Uomo Qualunque. Nel 1947 aderì al gruppo dell'Unione Nazionale, e nel febbraio 1948 all'MSI.
Alle elezioni politiche del 1948 fu uno dei sei eletti del Movimento Sociale Italiano alla Camera dei deputati; ma, atlantista, portò subito scompiglio nel partito. Fu presidente del Gruppo misto, di cui facevano parte i deputati dell'MSI, fino al 1952. Nel luglio del 1950 fu sospeso dal partito e dal comitato centrale per "incoerenza politica", e venne schiaffeggiato dai dirigenti giovanili missini perché considerato troppo filogovernativo.
Nell'Assemblea Costituente, fece parte della Giunta delle elezioni, della Commissione per i trattati internazionali, della Commissione speciale per l'esame del disegno di legge recante norme per l'elezione del Senato della Repubblica, della Commissione speciale per l'esame dei bozzetti per l'emblema della Repubblica.
Nella Prima Legislatura fu membro della Commissione speciale per l'esame del disegno di legge n.1 disposizioni penali per il controllo delle armi, della II Commissione Rapporti con l'estero, compresi gli economici, e colonie, della Commissione speciale per l'esame dei provvedimenti a favore delle zone e delle popolazioni colpite dalle alluvioni, della Commissione speciale per l'esame del disegno di legge n.3077 ratifica ed esecuzione degli accordi internazionali per la costituzione della comunità europea di difesa.
Uscì dall'MSI nel 1952, e dal gennaio al giugno 1953 aderì al gruppo della Democrazia Cristiana. Ha presentato 11 progetti di legge e ha effettuato 170 interventi parlamentari.
Tornato alla professione di avvocato, nel 1954 lasciò alla Regione Sicilia una parte della sua collezione di maioliche siciliane, oggi esposta in parte a Palazzo Branciforte e in parte al Museo regionale della ceramica di Caltagirone.